# Lin Hun-gwen
Lin Hun-gwen (chinesisch 林虹汶; * 8. Juli 2000) ist eine taiwanische Beachhandball-Spielerin. Sie ist Mitglied der Nationalmannschaft Taiwans.
Da China sich für einen Startplatz im Basketball statt im Beachhandball entschieden hatte und somit Taiwan (Chinesisch-Taipeh) nachrücken konnte, nahm die Mannschaft in Buenos Aires an den ersten Olympischen Jugend-Sommerspielen in der Sportart teil. Abgesehen von Lin Hung-gwen hatten alle Mitglieder der Mannschaft schon an den Junioren-Weltmeisterschaften im Vorjahr teilgenommen. Lin wurde alternierend zu Lin Pin-chun auf dem linken Flügel oder zu Chao Yu-chen als Pivot (Shooter/Linienspielerin) eingesetzt. Wurde sie in der Abwehr eingesetzt, bildete sie im Allgemeinen mit der zentralen Chan Yu-chen und der auf rechts eingesetzten Chen Shu-fen die Dreierkette vor der Torhüterin Shen Yun-ting. Im Allgemeinen blieb die linke Seite der Taiwanerinnen durchweg besetzt, während die anderen Positionen gewechselt wurden und dort immer Spezialisten für die Offensive und Defensive auf dem Feld standen. Somit gab es hier den Wechsel zwischen Lin Pin-chun und Lin Hun-gwen, die dann länger ohne zu wechseln spielten, wobei Lin Pin-chun deutlich mehr Spielanteile hatte.

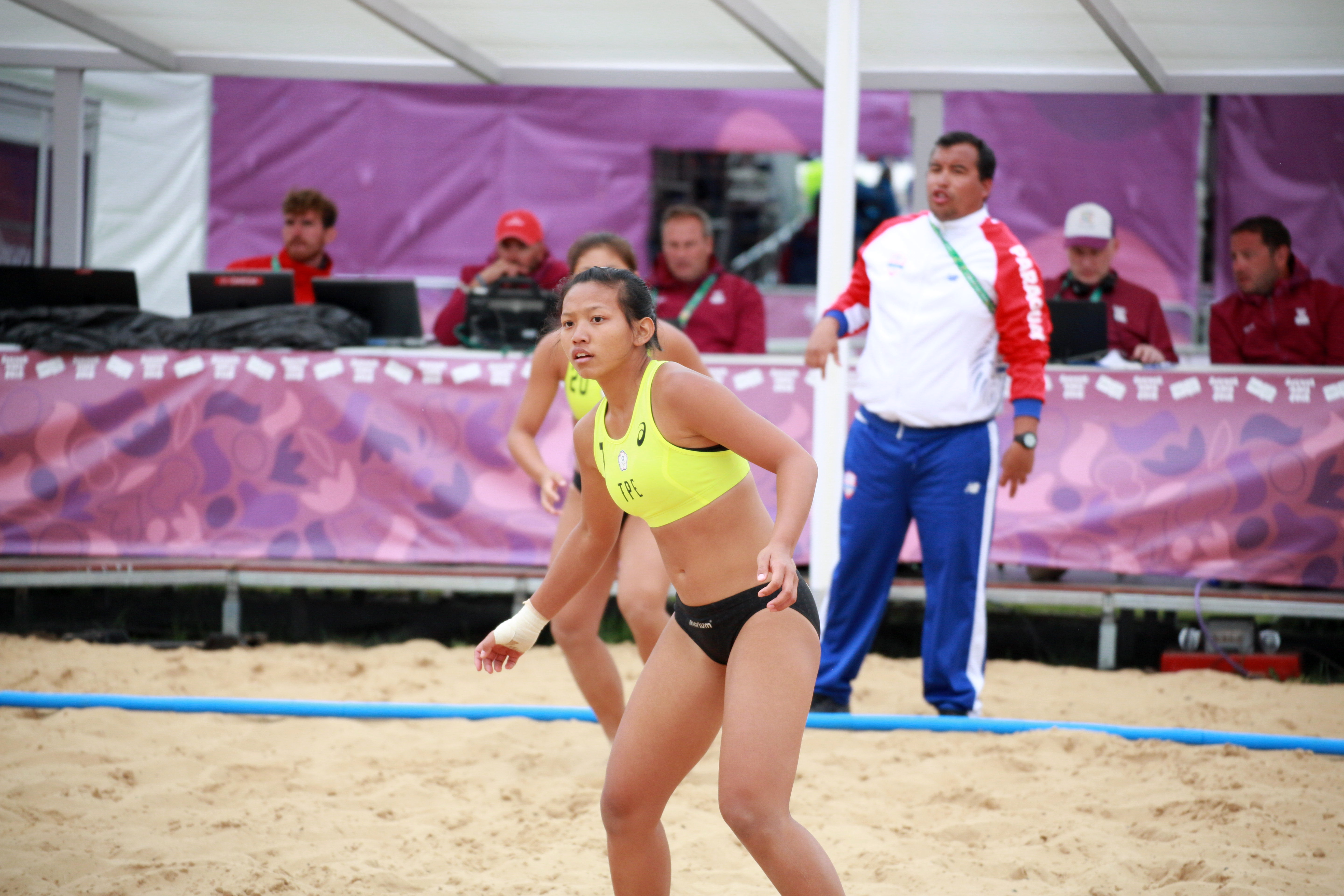
Lin im Hauptrundenspiel der Olympischen Jugendspiele gegen Paraguay

Taiwan startete mit einem Sieg im Shootout über Russland in das Turnier. Es folgte ein weiterer klarer Sieg über die Außenseiterinnen aus Amerikanisch-Samoa, die im zweiten Durchgang nur einen Punkt gegen die starke Abwehr Taiwans erzielen konnte. In diesem Spiel zeigte Lin ihre beste Turnierleistung und war mit 16 erzielten Punkten – mehr als ein Drittel all ihrer im Turnierverlauf erzielten Punkte – die beste Torschützin ihrer Mannschaft. Nach einer klaren Niederlage im dritten Spiel gegen Kroatien folgte ein deutlicher Sieg über den zweiten Außenseiter aus Mauritius. Das letzte Vorrundenspiel wurde gegen die amtierenden Junioren-Weltmeisterinnen aus Ungarn verloren. Als drittplatzierte Mannschaft konnte Taiwan nicht nur Russland hinter sich lassen, sondern als letzte Mannschaft der Vorrundengruppe in die Hauptrunde einziehen.

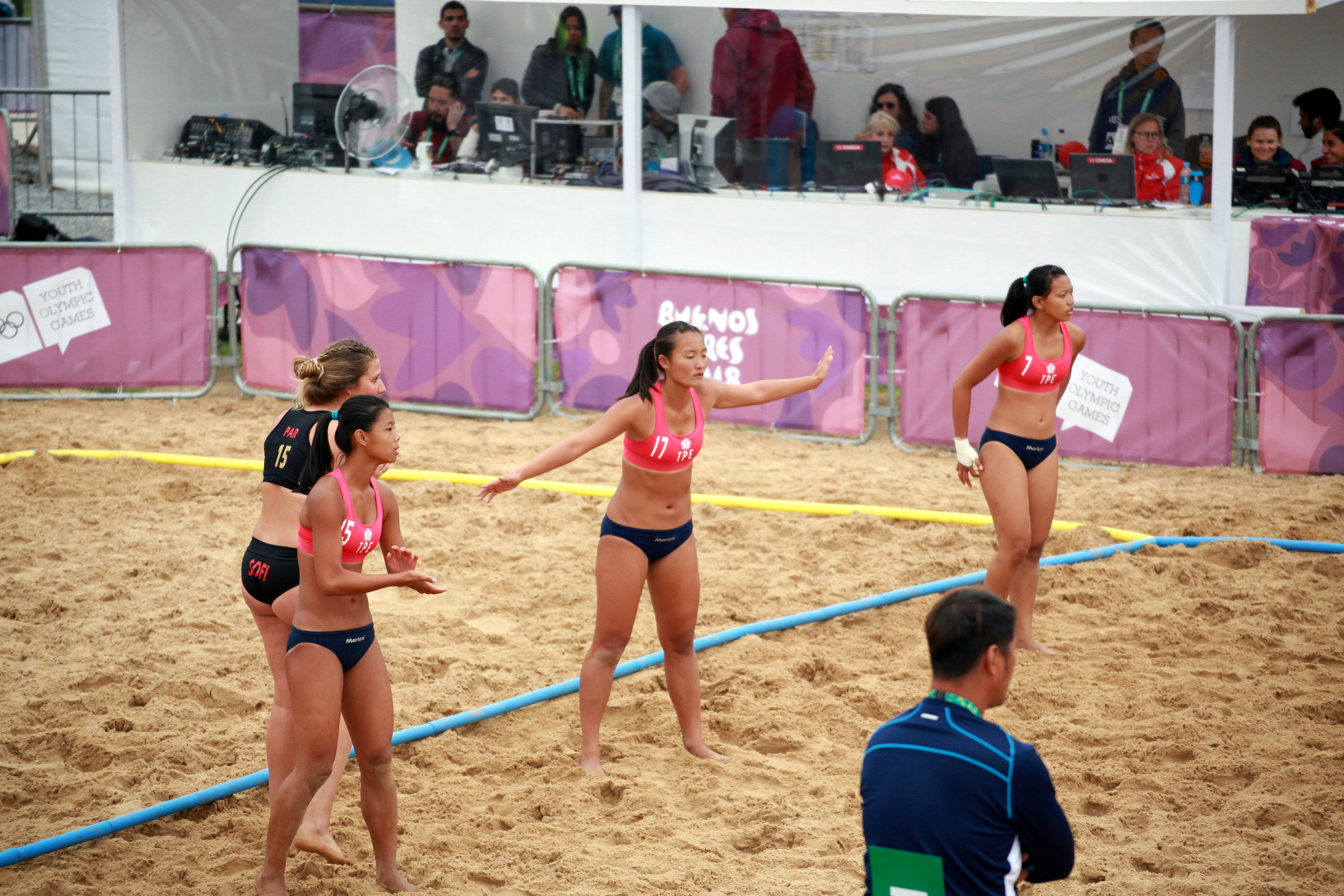
Lin (rechts, #7) in der Abwehrreihe mit Chan Yu-chen (Mitte) und Chen Shu-fen (rechts) im Platzierungsspiel gegen Paraguay; hinter der Abwehrreihe Sofía Ugarriza

Im ersten Hauptrundenspiel gegen die Niederlande konnten die Taiwanerinnen zwar knapp den ersten Durchgang für sich entscheiden, verloren danach aber deutlich den zweiten Durchgang, anschließend den Shootout und damit auch das Spiel. Das folgende Spiel gegen Paraguay konnte Lin mit ihrer Mannschaft in zwei Durchgängen gewinnen. Mit 12 erzielten Punkten war sie nach Chao Yu-chen am treffsichersten. Gegen die argentinischen Gastgeberinnen konnte Taiwan erneut überraschend den ersten Satz mit einem Punkt Vorsprung gewinnen, verlor dann aber knapp mit einem Punkt weniger sowohl Satz zwei als auch den Shootout. Lin blieb in diesem Spiel gänzlich ohne eine erfolgreiche Offensivaktion. Mit vier Punkten war Taiwan punktgleich mit Paraguay und Kroatien, aufgrund des direkten Vergleichs zog jedoch Kroatien in das Halbfinale ein, während Taiwan gegen Paraguay um den fünften Platz spielte. Dieses Mal unterlag Taiwan in zwei Durchgängen klar den Südamerikanerinnen und belegte am Ende den sechsten Platz von 12 Mannschaften. Erneut blieb sie in der Offensive ohne eine gute Aktion. Lin bestritt alle möglichen Spiele des Turniers und erzielte 44 Punkte.
2018 nahm Lin mit der Frauen-Nationalmannschaft auch am Einladungsturnier ersten Gangdu Cup teil. Sie bildete mit all ihren Mannschaftskameradinnen von den Olympischen Jugendspielen die taiwanesische B-Nationalmannschaft, während die A-Mannschaft weitestgehend von Spielerinnen der amtierenden Meistermannschaft gestellt wurde. Chen gewann am Ende mit ihrer Mannschaft das von der IHF anerkannte Turnier, im Finale schlugen sie erstmals die Vertretung Vietnams.
Mit der taiwanesischen U 18, zu der abgesehen von Chao Yu-chen auch alle Mitglieder der taiwanischen Mannschaft bei den Olympischen Jugendspielen gehörten, nahm Lin in Beirut an den Asienmeisterschaften 2019 in der Halle teil und belegte den fünften Rang.

## Einzelbelege
1. ↑  IHF | Look Back: Mauritius 2017 – IHF Women’s Youth Beach Handball World Championship. Abgerufen am 16. Dezember 2022.
2. ↑  2018 Summer Youth Olympics Official Result Book Beach handball
3. ↑  中時新聞網: 港都盃國際沙灘手球邀請賽12月初熱情引爆南臺灣 - 體育. Abgerufen am 8. Dezember 2021 (chinesisch (Taiwan)).
4. ↑  三立新聞網: 女門神沈筠庭神奇4攔 中華沙手PK賽擊敗強敵越南封后 | 運動 | 三立新聞網 SETN.COM. 3. Dezember 2018, abgerufen am 16. Dezember 2022 (chinesisch (Taiwan)).
中華男女隊包辦港都盃國際沙灘手球邀請賽冠軍「高雄新聞網. In: tnews.cc. 4. Dezember 2018, abgerufen am 14. Dezember 2022 (chinesisch).
5. ↑  Asian Handball Federation. Abgerufen am 15. Dezember 2022.

| Personendaten    | Personendaten                                    |
| ---------------- | ------------------------------------------------ |
| NAME             | Lin, Hun-gwen                                    |
| ALTERNATIVNAMEN  | Hun-gwen, Lin; 林虹汶 (chinesisch)               |
| KURZBESCHREIBUNG | taiwanische Handball- und Beachhandballspielerin |
| GEBURTSDATUM     | 8. Juli 2000                                     |